# Diversidad sexual en Santo Tomé y Príncipe
Las personas lesbianas, gays, bisexuales y transgénero (LGBT) en Santo Tomé y Príncipe enfrentan desafíos legales que no experimentan los residentes no LGBT. La actividad sexual entre hombres y mujeres del mismo sexo es legal en Santo Tomé y Príncipe, sin embargo, las personas LGBT se enfrentan a la estigmatización entre la población en general.
Santo Tomé y Príncipe fue uno de los pocos estados africanos que firmó en 2008 una "declaración conjunta para poner fin a los actos de violencia y las violaciones de los derechos humanos relacionadas con la orientación sexual y la identidad de género" en las Naciones Unidas, condenando la violencia y la discriminación contra las personas LGBT.

## Actividad sexual entre personas del mismo sexo
Según el Código Penal de Santo Tomé y Príncipe que entró en vigor en noviembre de 2012, la actividad sexual entre personas del mismo sexo es legal. La edad de consentimiento es de 16 años, independientemente de la orientación sexual o el género.

## Reconocimiento de las relaciones entre personas del mismo sexo
Santo Tomé y Príncipe no reconoce los matrimonios, uniones civiles o parejas de hecho del mismo sexo.

## Protecciones contra la discriminación
No existe protección legal contra la discriminación basada en la orientación sexual o la identidad de género.

## Opinión pública
Una encuesta de 2016 encontró que al 46% de los santotomenses les gustaría o no les importaría tener un vecino LGBT.